# Cryptobothria monodactyla
Cryptobothria monodactyla är en kvalsterart som beskrevs av Wallwork 1963. Cryptobothria monodactyla ingår i släktet Cryptobothria och familjen Punctoribatidae. Inga underarter finns listade i Catalogue of Life.